# Jan Kuriata (polityk)
Jan Kuriata (ur. 25 października 1958 we Wrocławiu) – polski polityk i nauczyciel akademicki, doktor nauk humanistycznych, samorządowiec, poseł na Sejm VI kadencji, przewodniczący rady miejskiej Koszalina V i VIII kadencji, rektor PWSZ w Koszalinie (2012–2024).

## Życiorys
Ukończył w 1982 studia z zakresu romanistyki na Uniwersytecie Warszawskim, w trakcie których współtworzył na uczelni struktury NZS. Następnie uzyskał stopień doktora na Uniwersytecie im. Adama Mickiewicza w Poznaniu na podstawie pracy zatytułowanej Interkulturowość w nauczaniu języków obcych na przykładzie języka francuskiego. Od lat 80. pracował jako nauczyciel języka francuskiego w liceach na terenie województwa koszalińskiego. Uzyskał uprawnienia tłumacza przysięgłego. W 1992 objął stanowisko dyrektora Zespołu Kolegiów Nauczycielskich w Koszalinie. W 2009 rozpoczął urzędowanie jako prorektor PWSZ w Koszalinie. W 2012 objął stanowisko rektora tej uczelni, które zajmował do 2024.
Należał do Unii Wolności. W wyborach samorządowych w 1998 bezskutecznie ubiegał się o mandat radnego Koszalina z listy tego ugrupowania. W 2004 wstąpił do Platformy Obywatelskiej. W wyborach parlamentarnych w 2005 bezskutecznie kandydował do Sejmu. W latach 2005–2006 pełnił funkcję zastępcy prezydenta Koszalina. W 2006 został radnym miejskim, powołano go następnie na przewodniczącego rady. W wyborach w 2007 uzyskał mandat poselski. Kandydując w okręgu koszalińskim, otrzymał 7363 głosy. W wyborach w 2011 bezskutecznie ubiegał się o reelekcję.
W 2014 uzyskał mandat radnego sejmiku zachodniopomorskiego V kadencji, a w 2018 ponownie został radnym miejskim. 22 listopada tego samego roku został wybrany przewodniczącym rady miejskiej Koszalina.
W marcu 2022 decyzją sądu koleżeńskiego został wykluczony z Platformy Obywatelskiej, co uzasadniono głosowaniem za odwołaniem dwójki radnych KO z funkcji wiceprzewodniczących rady miejskiej i złamaniem dyscypliny przy głosowaniu nad podwyżkami podatków lokalnych. W 2023 bez powodzenia startował do Senatu jako kandydat niezależny. W 2024 nie utrzymał mandatu radnego na kolejną kadencję.
Autor tomików wierszy i opowiadań, a także wydanej w 2022 książki Wołyniacy. Jedno życie, będącej literackim opisem dziejów własnej rodziny.

## Odznaczenia
Odznaczony m.in. Medalem Komisji Edukacji Narodowej, Srebrnym Krzyżem Zasługi (2000) oraz francuskim Orderem Palm Akademickich (za popularyzację kultury francuskiej w regionie).